# Victoria 3
Victoria 3 ist ein 2022 erschienenes Globalstrategiespiel des schwedischen Publishers Paradox Interactive. Es ist, wie der Vorgänger Victoria II aus dem Jahr 2010, ein kontrafaktisches Historienspiel im viktorianischen Zeitalter und wurde am 25. Oktober 2022 veröffentlicht. Der Titel verkaufte sich im ersten Monat nach Veröffentlichung über 500.000 Mal und hatte damit einen der erfolgreichsten Verkaufsstarts des Publishers.

## Spielprinzip
Victoria 3 überspannt die Weltgeschichte von 1836 bis 1936 und erlaubt dem Spieler, eines von über 100 Ländern zu spielen, die es in dieser Periode gegeben hat. Während der Partie besteht die Möglichkeit, dass sich Staaten von ihren historischen Vorbildern entfernen, je nachdem, welche Politik und welche Philosophie in ihnen Einfluss gewinnt. Das Spiel verläuft nicht starr linear, sondern gewinnt seinen Wiederspielwert aus der Fülle an verschiedenen Kombinationen und Möglichkeiten, die auf jeder Ebene gespielt werden können, sowie an der unterschiedlichen Ausgangslage eines jeden Landes.
Das Spiel konzentriert sich auf Politik und Demografie eines Landes im Viktorianischen Zeitalter. Der Fokus liegt dabei auf der Befriedigung der Bedürfnisse der Bevölkerungsgruppen (sog. POPs). Diese Bevölkerungsgruppen besitzen eine Vielzahl von Interessen und unterschiedlichen Ideen und Wertvorstellungen, mit denen der Spieler umgehen muss. Außerdem muss der Spieler einen beträchtlichen Teil des Spiels der wirtschaftlichen Entwicklung seines Landes widmen. Typische Problemstellungen des Spiels sind Arbeitslosigkeit bei übermäßiger Rationalisierung oder Fachkräftemangel infolge schlecht zugänglicher Bildung. Höhere Sterblichkeit, beispielsweise infolge fehlenden Arbeitsschutzes, führt ebenso zur Radikalisierung der verschiedenen gesellschaftlichen Schichten wie die Unterdrückung oder Diskriminierung gegen Teile der Bevölkerung.

### Diplomatie
Ein Spielsystem, welches hinzugefügt wurde, ist das System der „Diplomatischen Spiele“, das stark an das Krisensystem von Victoria II angelehnt ist. Bei dem Versuch, andere Länder zu Landabtretungen oder zur Öffnung von Märkten zu zwingen, werden die Spieler dem Zielland eine Forderung vorlegen, in der sie detailliert beschreiben, was sie wünschen. Dies soll dazu führen, dass wiederum auch das Zielland die Möglichkeit hat, vom Aggressor Zugeständnisse zu verlangen. Dieser Austausch von Forderungen findet in verschiedenen Phasen statt, während beide Seiten die Chance haben, Truppen zu mobilisieren und potenzielle Verbündete in den Konflikt einzubeziehen, indem beispielsweise Angebote unterbreitet werden. Diese Verhandlungen sind nur unter dem begrenzten Einsatz an Schachzügen möglich. Wird keine diplomatische Lösung erreicht, die aus der Einschüchterung des Ziellands oder aus dem Rückzug des Aggressors besteht, bevor die letzte Phase abläuft, wird der Krieg erklärt. Designer Mikael Andersson erklärte, dass dieses System mit der Intention implementiert werde, die Rolle von Krieg mit jener von Diplomatie im Spiel gleichzusetzen, wie es auch dem damaligen Verständnis von Diplomatie entsprach.

„Der Krieg ist eine bloße Fortsetzung der Politik mit anderen Mitteln.“

Das Ansehen des eigenen Staates bestimmt sich durch die Stärke der Wirtschaft und des Militärs; einige der Staaten werden jedoch von den europäischen Kolonialreichen als „Nebenmacht“ diskriminiert. Diese haben es schwerer, im Ansehen bei anderen Mächten aufzusteigen und auch ihre Kreditbedingungen sind wesentlich schlechter. Diese Staaten zu spielen stellt ein zusätzliches Schwierigkeitsniveau dar.
Alle aggressiven diplomatischen Aktionen bringen der eigenen Seite Verrufenheitspunkte, die, je nach Höhe des Punktestands, der Prestige und Stärke des eigenen Militärs, andere Staaten dazu veranlassen können, Bündnisse gegen den eigenen zu bilden. In Friedenszeiten baut sich der Punktestand allmählich ab.

### Gesellschaft
Das Spiel bietet eine akkurate Repräsentation der Gesellschaft im viktorianischen Zeitalter. Den unterschiedlichen Interessengruppen Intellektuelle, Streitkräfte, Religiöse, (Groß-)Grundbesitzer, Landbewohner, Kleinbürger, Gewerkschafter und Kapitalisten, entspringen wiederum unterschiedliche „Ideologien“ und sie bilden in verschiedenen Kombinationen Parteien. Beispielsweise können der Kommunistischen Partei Gewerkschafter und Intellektuelle angehören, aber auch andere. Welche das sind, hängt von den Ideologien der einzelnen Interessengruppen ab, die größtenteils durch das Spiel fest vorgegeben sind, aber auch von der Ideologie, die der Anführer einer Interessengruppe vertritt und die auch im Widerspruch zu denen seiner Interessensgruppe stehen kann. Durch diese unterschiedlichen Kombinationen ist die Entwicklung des eigenen Staates in jeweils verschiedene politische Richtungen möglich. Repräsentiert werden diese Änderungen durch ein dynamisches Charaktersystem – herausstehende fiktive oder historische Persönlichkeiten, die als Agitatoren (im DLC Voice of the People) oder als Sprecher der Interessengruppen auftreten und die öffentliche Meinung beeinflussen – und durch ein dynamisches Flaggensystem, welches verschiedene Farben und Symbole miteinander plausibel kombinieren kann. Durch den Verlauf des Spiels können sich sowohl an historischen Vorbildern orientierte Staaten, als auch fiktive Staaten entstehen, die niemals existiert haben: das unter Spielern beliebte Deutschland kann sich in einer Partie weit vor seiner Zeit zu einer demokratischen Republik, zu einer sozialistischen Räterepublik, zu einer faschistischen Autokratie, oder zu einer nihilistischen „Union von Egoisten“ nach Max Stirner entwickeln. Ein sozialistisches Preußen ist ebenso spielbar wie ein faschistisches Frankreich.
Wie sich die Gesellschaft entwickelt, wird zum Teil durch Zufall und zum Teil durch politische Entscheidungen des Spielers bestimmt, in denen er Interessengruppen den Vorzug gibt. Jedoch bedeutet die Bevorzugung einer Interessengruppe auch nicht automatisch die Entwicklung eines Staates in eine bestimmte Richtung, da andere Spielentscheidungen politische Strömungen im Land sekundär beeinflussen können.

### Wirtschaft und Entwicklung
Der Spieler beginnt mit Staaten, die meist keine Sozialsysteme, nur geringe Ordnungskräfte und praktisch kein etabliertes Bildungssystem haben. Die Aufgabe des Spielers besteht darin, nicht nur im technischen Fortschritt die wachsenden Bedürfnisse der POPs zu befriedigen, sondern auch Fachkräfte heranzuziehen sowie Nachschub für sein Militär zu organisieren und für die Industrialisierung seines Landes die Subsistenzwirtschaft zu verdrängen. Dazu müssen Gebäude in Auftrag gegeben werden, deren Fertigstellung die benötigte Zahl an Waren bringen wird, aber auch selbst Baustoffe kostet, für die der Staat aufkommt. In allen Gebäuden, in denen gearbeitet wird, fallen durch die Einstellung der von ihnen benötigten Fachkräfte Lohnkosten an, die durch fortschrittliche Technologien in der Produktion und Logistik, wie die Dampfmaschine oder Eisenbahntransporte, gesenkt werden können. Auch werden sich Fachkräfte weigern, für bestimmte Betriebe zu arbeiten, wenn in anderen Betrieben mehr Lohn geboten wird. Der Lohn bestimmt sich allein durch die Wertdifferenz zwischen den verarbeiteten Rohstoffen und den entstehenden Gütern, sodass Betriebe, die in Konkurrenz mit anderen stehen, staatlich subventioniert werden können, um die Differenz aufzubringen. Alternativ kann die Produktion des konkurrierenden Betriebs rationalisiert werden. Für die Anwerbung von Fachkräften in den Betrieben ist entscheidend, dass in ihrer Region genügend Bauern und Arbeitslose vorhanden sind. Während am Anfang des Spiels praktisch alle Bauern aus der Subsistenzwirtschaft in den Betrieben beschäftigt werden können, erfordern Fortschritte in der Produktion eine Qualifikation, die von den POPs durch ein ausgebautes und zugängliches Bildungssystem erworben werden kann. Anderenfalls sind POPs mit entsprechender Erfahrung im Beruf die einzigen Qualifikationsträger und zudem durch die übrigen Umstände im Staat, wie Kriege, Verwüstungen, Naturkatastrophen oder ein nicht vorhandenes Gesundheitssystem zusätzlich gefährdet. Die insgesamt verfügbare Arbeitskraft wird durch eine Erweiterung der Frauenrechte um ein zusätzliches Drittel erhöht. Der Erwerb von Qualifikationen durch Universitäten ist vergleichsweise teuer, da Universitäten, wie Militärgebäude und Verwaltungen, Waren verbrauchen, die vom Staat zu Marktpreisen eingekauft werden müssen. Dafür betätigen sie sich allerdings in der Forschung zum Erwerb neuer Technologien. Durch Technikverbreitung können auch Technologien aus anderen Nationen Einzug halten, ohne Forschungspunkte aufwenden zu müssen, allerdings hat der Spieler keinen Einfluss darauf, welche Technologien auf diese Weise gewonnen werden.
Ein höheres Bruttoinlandsprodukt trägt zu zusätzlichem Prestige bei, während ein Staatsbankrott weitreichende Auswirkungen auf den Kreditzins, auf das Prestige und auf die Schlagkraft des eigenen Militärs hat. Das Ziel des Spielers ist daher zunächst der Ausbau des Bausektors, die Verbilligung von Baustoffen und erst zuletzt die Erhöhung der Produktion von Rohstoffen und Gütern zur Steigerung des Bruttoinlandsprodukts, und damit auch der Staatseinnahmen. Steuern und Abgaben können, wie auch das Wirtschaftssystem und staatliche Eingriffe, durch Gesetzgebung gesteuert werden.

## Entwicklung
Im Vorfeld der Ankündigung von Victoria 3 wurde in Spielerkreisen über eine nie stattfindende Veröffentlichung des dritten Teils gescherzt, da entsprechende Nachfragen seitens des Herstellers lange Zeit ignoriert wurden.
Am 21. Mai 2021 wurde der Titel auf der PDXCON: Remixed angekündigt. Im April 2022 wurde eine spielbare Entwicklungsversion geleakt. Trotz des unfertigen Zustandes beschwerten sich Nutzer über verschiedene Aspekte und Fehler darin. Die Entwicklung beim schwedischen Paradox Development Studio leitete Martin „Wiz“ Anward.

### Erweiterungen
| Name                    | Veröffentlicht    | Inhalt                                                                       |
| ----------------------- | ----------------- | ---------------------------------------------------------------------------- |
| Melodies for the Masses | 13. März 2023     | neue Musik                                                                   |
| Voice of the People     | 22. Mai 2023      | historische Agitatoren, neue Texturen, französische Geschichte               |
| American Buildings      | 22. Mai 2023      | neue amerikanische Modelle                                                   |
| Dawn of Wonder          | 28. August 2023   | Tag-Nacht-Zyklus, neue Texturen                                              |
| Colossus of the South   | 14. November 2023 | südamerikanische Geschichte                                                  |
| Trains Bonus Pack       | 6. März 2024      | neue Zugmodelle für bestimmte Region                                         |
| Sphere of Influence     | 24. Juni 2024     | Machtblöcke, Das Große Spiel, ausländische Investitionen                     |
| Pivot of Empire         | 21. November 2024 | indische Geschichte                                                          |
| Trade Ship Bonus Pack   | 31. März 2025     | neue Schiffmodelle                                                           |
| Charters of Commerce    | 17. Juni 2025     | Finanz- und Handelssystem durch Monopole, Diplomatieverträge, Kompaniebriefe |
| National Awakening      | 3. Quartal 2025   | Mehr Tiefe und Fokus auf den Balkan, das Osmanische Reich und Österreich     |
| Songs of the Homeland   | 4. Quartal 2025   | neue Musik                                                                   |
| Iberian Twilight        | 4. Quartal 2025   | Geschichte der Iberischen Halbinsel                                          |

## Rezeption
Victoria 3 erhielt „allgemein positive Kritiken“ der Special-Interest-Presse. Metacritic aggregierte eine Wertung von 83 aus 100 Punkten auf Grundlage von 34 Rezensionen. OpenCritic ermittelte eine Durchschnittswertung von 83 von 100 aus 35 Bewertungen und vergab das Label „stark“. 94 Prozent der Rezensenten würden das Spiel empfehlen.
IGN lobt Umfang und Tiefe der Simulation und dass diese insgesamt gut funktioniere. Bemängelt werden übermäßiger „Schnickschnack“, mitunter seltsames Verhalten der KI und ein unausgereiftes Kriegsführungssystem. Die Zeitschrift vergibt eine Wertung von 8 aus 10 Punkten. Für Kotaku mangelt es dem Spiel an Authentizität und Lebendigkeit. Gegenspieler verhielten sich trocken und berechenbar und der Fokus auf das wirtschaftliche Verwalten der Nation lasse den Titel nach einigen Stunden Spielzeit zu einem eher monotonen Zahlenhaufen werden. Trotz schöner grafischer Gestaltung und diverser anderer gelungen umgesetzter Aspekte kämen diese auf Dauer zu kurz. Rock Paper Shotgun hebt eine authentische Präsentation der dargestellten Zeit in der jüngeren Menschheitsgeschichte hervor. Dadurch sei Victoria 3 so lehrreich wie unterhaltsam, rege zum Nachdenken und zu Mitgefühl an.

### Auszeichnungen
- Nominiert bei den Steam Awards 2022 in der Kategorie „Bestes Spiel, in dem Sie schlecht sind“[29]
- Nominiert bei den Game Awards 2022 als „Bestes Simulations-/Strategiespiel“[30]